# Bouchra Zboured
Bouchra Zboured est une athlète marocaine.

## Palmarès

### International
| Date | Compétition            | Lieu  | Résultat | Épreuve     | Performance   |
| ---- | ---------------------- | ----- | -------- | ----------- | ------------- |
| 1999 | Jeux panarabes         | Amman | 3e       | 400 m haies | 58 s 20       |
| 1999 | Jeux panarabes         | Amman | 1re      | 4 × 400 m   | 3 min 43 s 50 |
| 2000 | Championnats d'Afrique | Alger | 2e       | 4 × 400 m   | 3 min 42 s 91 |

### National
- Championne du Maroc du 200 mètres et du 400 mètres en 1999[1]